# Scalps (film, 1983)
Pour les articles homonymes, voir Scalps.
Pour plus de détails, voir Fiche technique et Distribution.
Scalps est un film d'horreur américain réalisé par Fred Olen Ray pour un budget de 15000 $, sorti en 1983.

## Synopsis
Six étudiants en archéologie travaillent sur un site de fouilles dans le désert de Californie, malgré les avertissements d’un professeur et d’un vieil Amérindien. Lorsque le groupe fouille dans un cimetière indien à la recherche d’artefacts, ils libèrent l’esprit de Black Claw. L’entité maléfique possède un membre du groupe et commence à les massacrer un par un.

## Distribution
- Jo-Ann Robinson : D.J.
- Richard Hench : Randy/Black Claw
- Roger Maycock : Kershaw Ellerbe
- Frank McDonald : Ben Murphy
- Carol Sue Flockhart : Louise Landon
- Barbara Magnusson : Ellen Corman
- Kirk Alyn : le professeur Machen
- Carroll Borland : le docteur Sharon Reynolds
- Cynthia Hartline : Ann
- Forrest J. Ackerman : le professeur Trentwood[2]

## Production
Fred Olen Ray a dit que l’idée du film lui a été suggérée par un ami, Donald G Jackson. « C’était censé être le film le moins cher possible », a déclaré Ray. « J’avais l’habitude de le décrire comme 6 gosses, un break et une tente, et c’était à peu près le cas. »

## Version
Le film a été réédité par le distributeur. Ray se souviendra plus tard : « Le montage que nous avons rendu était celui que nous voulions. Malheureusement, étant assez novices sur cette fin du projet, nous avons également donné au distributeur les rushes, et le résultat a été leur version « améliorée ». La tête de lion n’était censée être vue que pendant une ou deux secondes, mais nous en avons tourné beaucoup plus afin d’avoir le choix entre les images. C’était une grosse erreur de donner les rushes à 21st Century, mais je ne pense pas que quiconque aurait deviné ce qui allait se passer avec cela. Ils ont également coupé quelques plans de l’Indien tueur avant qu’il n’apparaisse réellement dans l’histoire. C’était exaspérant. »
Le film a fait l’objet d’une sortie limitée en salles aux États-Unis par 21st Century Film Corporation à partir de décembre 1983.
Le film est sorti aux États-Unis en vidéo par Continental Video, dans un coffret double aux côtés d’un autre long métrage, The Slayer. Il a été coupé d’environ cinq minutes, afin de faire de la place pour le deuxième long métrage, mais toutes les scènes horribles et la violence sont intactes.
Le film est sorti en DVD par Olen Ray’s Retromedia Entertainment en 2004. Cette version est actuellement épuisée.
Ray dit que le film mentionné à la fin, Scalps 2: The Return of D.J. était une blague, celle qu’il a utilisée sur Phantom Empire et Hollywood Chainsaw Hookers. « J’avais l’habitude de promettre des suites alors que je n’avais jamais eu l’intention de les faire. » Il dit cependant qu’un fan lui a envoyé une fois une suite faite maison.
Le film a été vaguement refait en 2004 par Stegath Dorr sous le titre Blood Desert.